# Metro van Changzhou

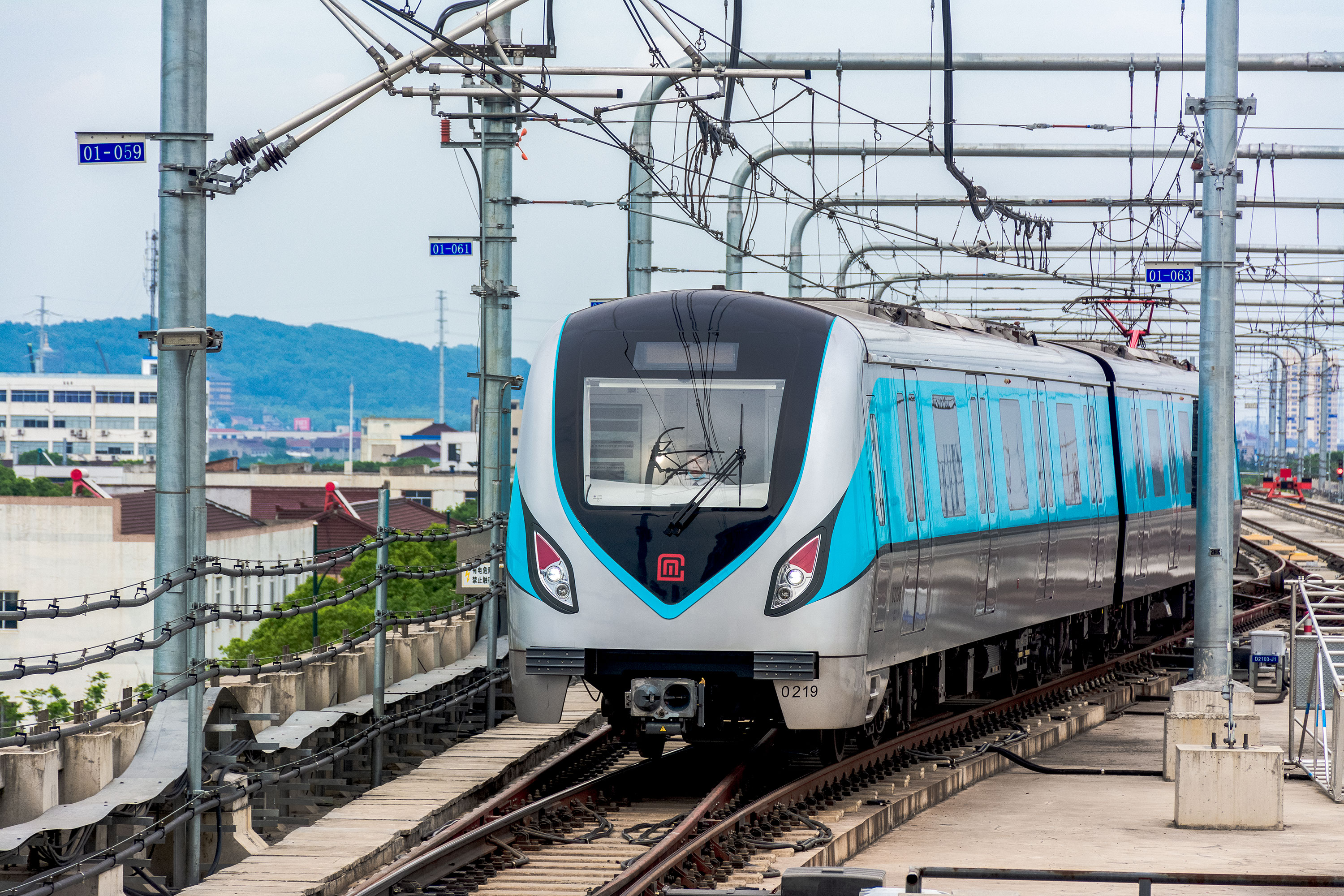
Treinstel van lijn 2

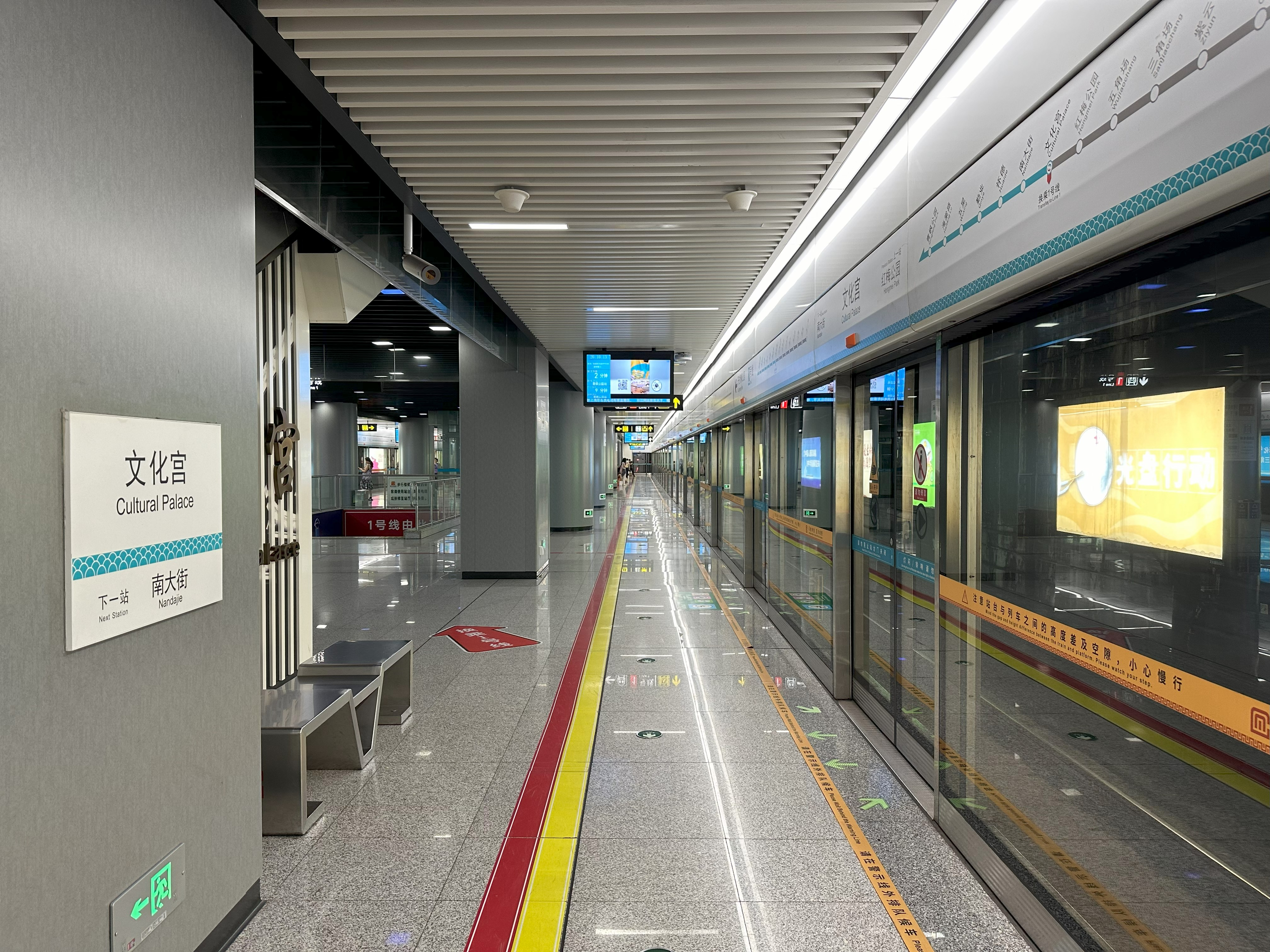
Perron van lijn 2 in het Cultural Palace metrostation

De metro van Changzhou is een vorm van openbaar vervoer in de Chinese miljoenenstad Changzhou. Twee lijnen met 44 stations op een traject van 54 km werden sinds 2019 in gebruik genomen. Aankondigingen worden gedaan in het Mandarijn en Engels.
De bouwwerken aan de metro begonnen 28 oktober 2014. De metro werd op 21 september 2019 in gebruik genomen, met de opening van de eerste lijn, lijn 1 en hiermee werd Changzhou de 35e stad in China met een metro op het vasteland van China. De metro van Changzhou heeft sinds 28 juni 2021 lijn 1 en lijn 2 in gebruik, terwijl lijnen 5 (Lanyuewan - Dongqing) en 6 (Wujin Yanjiang treinstation - Jianye Lu) in aanbouw zijn, met een geprojecteerde openingsdatum in respectievelijk 2028 en 2029. Lijnen 3 (Changzhou Noord treinstation - Lijia) en 4 (Photovoltaics Industry Part - Jianhu Parking) staan ingepland met afwerking voor 2050.
Lijn 1 loopt van Forest Park (森林公园) in het noorden tot Nanxiashu (南夏墅) in het zuiden. De lijn is hiermee momenteel 34,24 kilometer lang met 29 stations, waaronder 27 ondergronds en 2 verhoogd. De lijn wordt verlengd naar Chunjiang in het noorden voor 3,5 km en 2 stations en naar het zuiden tot het treinstation Changzhou South over 3,2 km en 2 stations. Lijn 2 is 19,79 kilometer lang met 15 stations, van Qingfeng Park (青枫公园站) in het westen tot Wuyi Lu (五一路站) in het oosten. Al in voorbereiding is ook hier een verlenging naar Hexi in het westen van 8,6 km met 7 stations en een verlenging oostwaarts tot het treinstation van Qishuyan voor 4 stations op een traject van 5 km. De twee lijnen kruisen elkaar in het stadscentrum bij station Cultural Palace (文化宫站).

## Lijnen
| Lijn | Eindbestemmingen                                | Geopend | Lengte   | Stations |
| ---- | ----------------------------------------------- | ------- | -------- | -------- |
| 1    | Forest Park (森林公园) - Nanxiashu (南夏墅)     | 2019    | 34,24 km | 29       |
| 2    | Qingfeng Park (青枫公园站) - Wuyi Lu (五一路站) | 2021    | 19,79 km | 15       |

## Tarieven
Het Changzhou Metro-systeem werkt met een basistarief (2025) van 2 yuan, voor de eerste 5 kilometer, en daaropvolgende prijsverhogingen met tussenpozen van 5, 7 en 9 kilometer, waarbij elke stap 1 yuan aan het tarief toevoegt. Concreet zijn de tarieven als volgt gestructureerd: 2 yuan voor reizen tot 5 kilometer, 3 yuan voor reizen van 5-10 kilometer, 4 yuan voor afstanden van 10-15 kilometer, 5 yuan voor 15-22 kilometer, 6 yuan voor 22-29 kilometer, en een geleidelijke verhoging van 1 yuan voor elke extra 9 kilometer boven de 29 kilometer. Er zijn meerdere kortingen voorzien voor bepaalde bevolkingsgroepen en leeftijdscategorieën.

## Treinstellen
Treinen voor de eerste fase werden vervaardigd door CRRC Nanjing Puzhen. Elke treinstel bestaat uit 6 rijtuigen - 4 motorrijtuigen en 2 aanhangwagens, die plaats bieden aan maximaal 2062 passagiers. De eerste fase van het project betrof de aanschaf van 36 treinstellen. Een set van 6 wagons is ongeveer 120 meter lang en is 2,9 meter breed, in staat om een maximale werksnelheid van 80 km/u te bereiken. Elke wagon heeft aan beide zijden 4 paar deuren van 1,3 meter breed. De treinen zijn gemaakt van lichtgewicht aluminiumlegering, ontworpen voor een levensduur van 30 jaar.